# Quaker Brook (dopływ Haviland Hollow Brook)
Quaker Brook – rzeka w Stanach Zjednoczonych, w stanach Nowy Jork oraz Connecticut, w hrabstwach, odpowiednio: Dutchess, Putnam oraz Fairfield. Jest dopływem Haviland Hollow Brook, de facto tworzy ją, łącząc się z Gerow Brook. Zarówno długość cieku, jak i powierzchnia zlewni nie zostały oszacowane przez USGS.